# Лі Боєр
Лі Боєр (англ. Lee Bowyer, нар. 3 січня 1977, Лондон) — колишній англійський футболіст, півзахисник.
Значну частину кар'єри провів у «Лідс Юнайтед», а також зіграв одну гру за національну збірну Англії.

## Клубна кар'єра
У дорослому футболі дебютував 1994 року виступами за «Чарльтон Атлетік» з Чемпіоншіпу, в якому провів три сезони, взявши участь у 46 матчах чемпіонату.
Своєю грою привернув увагу представників тренерського штабу прем'єрлігового клубу «Лідс Юнайтед», до складу якого приєднався 1996 року. Відіграв за команду з Лідса наступні сім сезонів своєї ігрової кар'єри. Більшість часу, проведеного у складі «Лідс Юнайтед», був основним гравцем команди.
В подальшому виступав у складі прем'єрлігових «Вест Гем Юнайтеда», «Ньюкасл Юнайтеда» та «Бірмінгем Сіті», вигравши з останнім 2011 року кубок англійської ліги.
Завершив професійну кар'єру в клубі Чемпіоншіпу «Іпсвіч Таун», за який виступав протягом сезону 2011/12 і відіграв 29 матчів в національному чемпіонаті.

## Виступи за збірні
Протягом 1996–1998 років залучався до складу молодіжної збірної Англії. На молодіжному рівні зіграв у 13 офіційних матчах.
7 вересня 2002 року провів свій перший матч у складі національної збірної Англії, вийшовши в основному складі на товариський матч проти збірної Португалії (1:1). Після цього до складу головної команди країни не викликався.

## Тренерська кар'єра
16 березня 2021 року замінив Айтора Каранка на посаді головного тренера «Бірмінгем Сіті», підписавши контракт на 2,5 роки. 2 липня 2022 року був звільнений з посади.

## Титули і досягнення
- Володар Кубка Футбольної ліги (1):

«Бірмінгем Сіті»: 2010-11